# 2043 Ortutay
A 2043 Ortutay (ideiglenes nevén 1936 TH) a Naprendszer kisbolygóövében, a Themis-család közelében keringő kisbolygó, melyet Kulin György fedezett fel 1936. november 12-én a Svábhegyi Csillagvizsgálóban.
A kisbolygót már 1908-ban is lefényképezték Heidelbergben, majd 1935-ben Johannesburgban és Kulin György első megfigyelése után két nappal ismét Heidelbergben. Mivel a Svábhegyi Csillagdában 1936. december 10-éig öt pozíciót is sikerült gyűjteni róla, Kulin Györgyöt ismerték el felfedezőként. 1947 és 1975 között tizenkét alkalommal hitték új égitestnek, majd az 1970-es évek végén sikerült összeegyeztetni a megfigyeléseket. Az aszteroida Ortutay Gyula néprajzkutató, politikus nevét viseli, aki kultuszminiszterként segítette a budapesti Uránia Bemutató Csillagvizsgáló létrehozását.